# Wright Motorsports
Wright Motorsports是一支美国專門參加跑車賽賽事的車隊，成立於2000年。該車隊主要参加GTD级别的國際賽車運動協會跑車錦標賽。 車隊總部位於美國俄亥俄州的巴达维亚。